# وينستون سميث (منافس ألعاب قوى)
وينستون سميث (بالإنجليزية: Winston Smith) هو منافس ألعاب قوى جامايكي، ولد في 22 نوفمبر 1982.

## وصلات خارجية
- وينستون سميث على موقع الاتحاد الدولي لألعاب القوى (الإنجليزية)
- وينستون سميث على موقع أوليمبيديا (الإنجليزية)